# Smith & Wesson Ladysmith .22
Smith & Wesson Ladysmith .22 — серия револьверов типа «M» (M-frame), выпущенных в период с 1902 по 1921 год. Ladysmith был единственным типом револьверов серии, изготовленный на малогабаритном Hand Ejector.

## Описание
Не следует путать данную серию револьверов с LadySmith, современной серией огнестрельного оружия. Названия из серии прежних револьверов типа «M» (M-frame), как правило, написаны со строчной буквой s. Более современное оружие, начиная с 1989 года, написано с прописной буквой S: LadySmith. Оригинальное название моделей Ladysmith было Model 22 Hand Ejector (Первая, Вторая или Третья модель соответственно). Эта серия также называлась Model M Hand Ejector или Model 22 Perfected. Всего было произведено примерно 26 152 револьверов.
Распространена легенда, что производитель оружия Дэниел Вессон был шокирован тем, что Ladysmith стал популярным оружием проституток. Будучи строгим пуританином, он приказал завершить производство револьверов. Однако это маловероятно, так как он умер в 1906 году, а выпуск этого оружия продолжался до 1921 года, то есть скорее всего, был завершён его сыном.

## Модификации

### 1st Model .22 Ladysmith
Первая модель Ladysmith калибра .22 (англ. .22 Ladysmith First Model) — небольшой семизарядный револьвер, разработанный в 1902 году как оружие для личной самообороны, а именно, в качестве оружия для женщин, так как рукоятка Ladysmith была  недостаточно большой, чтобы мужчине было удобно удерживать в руке револьвер и вести точный огонь. Базовая модель весила 9,5 унции, также были варианты с различной длиной ствола. Извлечение стреляных гильз в револьверах Ladysmith (в 1-й, 2-й и 3-й модели) велось попеременно вручную (Hand Ejector). Отличительной особенностью первой модели является то, что она имела только одну маленькую клетчатую заднюю защёлку (англ. release button, см. на илл.) барабана, которая размещалась на левой стороне рамки за барабаном. Рукоятка изготавливалась с чёрными резиновыми накладками (также они изготавливались из перламутра или слоновой кости), нижняя часть рукоятки — округлой формы. Общее количество выпущенных револьверов данной модели составило 4575 штук. На стволе оружия наносилась маркировка, содержащая название и адрес компании, и даты 1899, 1900, 1901 гг. Конструктором первых 22 револьверов Ladysmith был сам Дэниел Вессон, поскольку выпуск S&W Model No.1 Third Issue Revolver прекратился в 1881 году. Выпускалась до 1906 года, пока на её смену не вышла вторая модель. Серийный номер в индивидуальном порядке начинается с 1 до 4575.
Был опубликован отчет, согласно которому серийный номер «709» первой модели Ladysmith принадлежал Адольфу Гитлеру; из этого оружия Гели Раубаль покончила с собой, а возможно, была убита самим Гитлером.

### 2nd Model .22 Ladysmith
Вторая модель Ladysmith калибра .22 (англ. .22 Ladysmith Second Model) представляла собой семизарядный револьвер и выпускалась с 1906 по 1910 год. Данная модель, в отличие от первой, стала снабжаться дополнительной передней защёлкой барабана, а кнопка, которая размещалась на раме, исчезла. Для извлечения барабана из рамки необходимо было потянуть за зажим стержня выбрасывателя, находящегося под стволом. Номинальная длина ствола второй модели составляла 0,975 дюйма, также выпускались модели со стволами длиной 3 и 3,5 дюйма. Боковые части рукоятки изготавливались из твердой клетчатой резины для удобства удержания оружия в руке. Отдельные модели изготавливались с рукояткой из слоновой кости или перламутра по индивидуальному заказу. Нижняя часть рукоятки была округлой формы. Револьвер изготавливался с воронёной или никелированной отделкой. На левой стороне рамки, как и в первой модели, находится небольшой товарный знак S&W. На стволе производили маркировку, в которую входило название и адрес компании, с патентной датой 1899, 1900 и 1901 годов. Всего было выпущено 9374 штук. Нумерация серийных номеров продолжалась с окончания выпуска последней модели .22 Ladysmith First Model и заканчивалась последней моделью .22 Ladysmith Second Model от 4576 до 13950.

### 3rd Model .22 Ladysmith
Третья модель Ladysmith калибра .22 (англ. .22 Ladysmith Third Model) стала третьим поколением револьверов, выпущенных с 1911 по 1921 годы, и была последней моделью из оригинальной серии. Это оружие отличалось от остальных наличием возвратного курка. Помимо этого, появились модификации револьвера со стволами длиной 2,5 и 6 дюйма. Целевой вариант модели имеет 6-дюймовый ствол с прижатой мушкой на поднятом выступе и прицелом, регулируемым по ветру и вертикали. Рукоятка изготавливалась из древесины грецкого ореха с золотым медальоном, инкрустированным фирменной надписью "S&W" на торце рамки, с воронёной или никелированной отделкой. Нижняя часть рукоятки стала трапециевидной, за счёт чего оружие было удобнее удерживать в руке. Выпускались модели по индивидуальному заказу, с рукоятками, изготовленными из перламутра или слоновой кости. На боковой стороне ствола наносилась маркировка .22 S&W CTG, а на верхней стороне номер и адрес компании, а также даты патентов 1896; 1901, 1903; 1906; и 1909. Боковая панель этой модели крепится на 4 винтах с винтом спусковой скобы. Соответствующие серийные номера находятся на торце рукоятки, на барабане, за выбрасывателем, на лицевой стороне скобы и под стволом. Целевые модели имели также серийный номер под створкой заднего прицела. Эта модель, как и вторая, по-прежнему оснащалась второй защёлкой барабана. Всего было выпущено около 12 203 экземпляра. Нумерация серийного номера этой модели продолжалась после выпуска второй модели Ladysmith в диапазоне от 13951 до 26154.